# Borovka
Borovka (Duits: Borowka) is een Tsjechische plaats in de gemeente Neveklov, regio Midden-Bohemen, en maakt deel uit van het district Benešov. Het dorp ligt op 2,5 kilometer afstand van Neveklov.
Borovka telt 46 inwoners (2021).

## Geschiedenis
De eerste schriftelijke vermelding van het dorp dateert van 1720.
Tijdens de Tweede Wereldoorlog was het dorp onderdeel van het SS-oefenterrein Benešov. Hierdoor moesten de inwoners op 31 december 1943 hun huizen noodgedwongen verlaten. Sinds 1945 is Borovka volledig ondergebracht bij het district Benešov.

## Verkeer en vervoer

### Autowegen
Er leidt een regionale weg naar het dorp.

### Spoorlijnen
Er is geen station in Borovka. Het dichtstbijzijnde station is in Bystřice, op zo'n vijftien kilometer afstand. Dat station ligt aan spoorlijn 220 van Praag naar Tábor.

### Buslijnen
Er zijn twee bushaltes in/bij het dorp:
| Halte                      | Lijn(en) | Traject(en)                               | Vervoerder(s)            |
| -------------------------- | -------- | ----------------------------------------- | ------------------------ |
| Neveklov, Borovka          | 332 753  | Neveklov - Budějovická Neveklov - Benešov | Arriva City CŠAD Benešov |
| Neveklov, Borovka, Rozchod | 753      | Neveklov - Benešov                        | CŠAD Benešov             |

## Bezienswaardigheden
- Dorpskapel

## Galerij

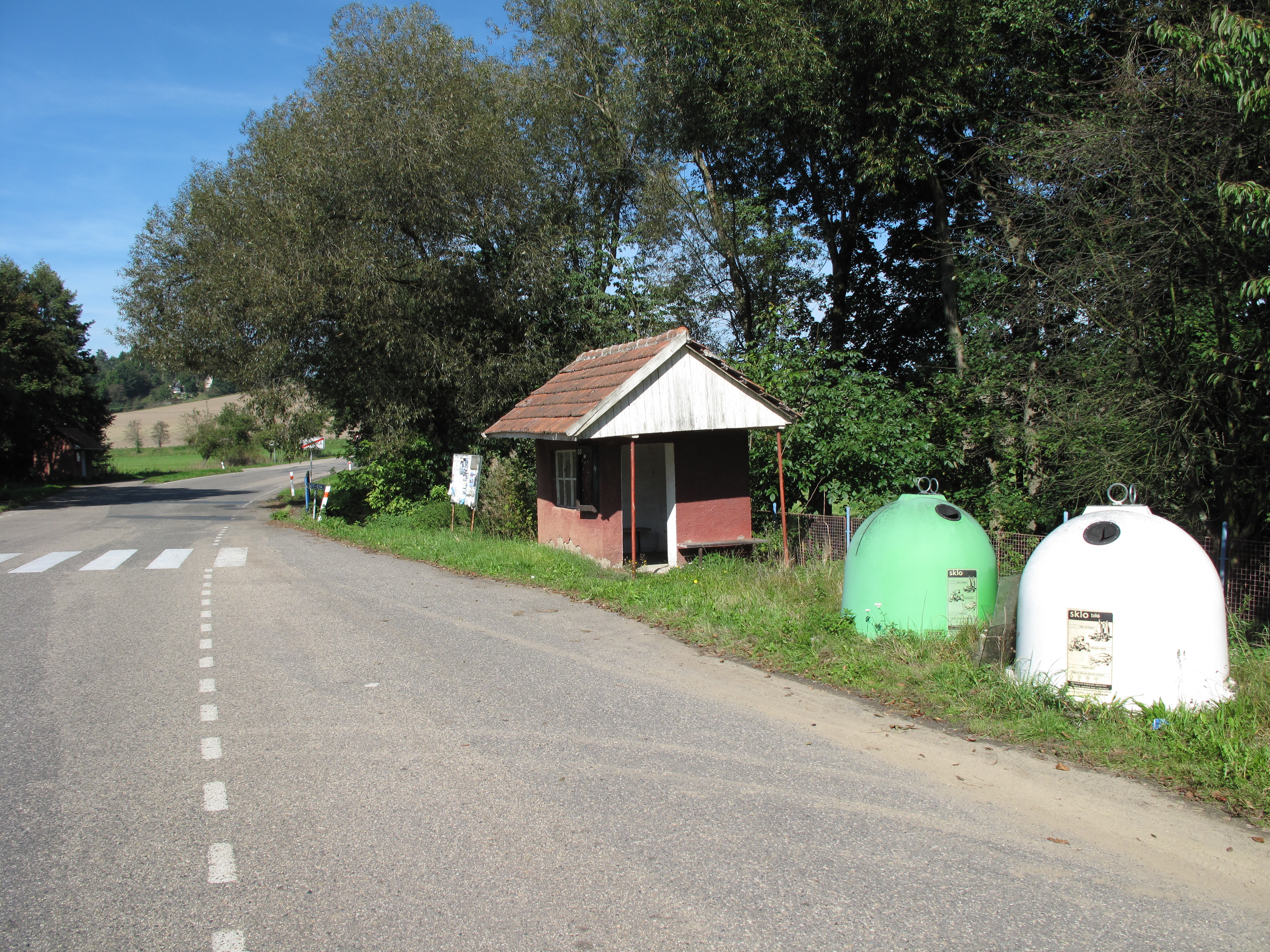
Bushalte in het dorp (2014)